# پابلو بنگوچیا
پابلو بنگوچیا (انگلیسی: Pablo Bengoechea؛ زادهٔ ۲۷ ژوئن ۱۹۶۵) بازیکن سابق فوتبال و مربی کنونی اهل اروگوئه است که هافبکی با تکنیک عالی بود و برای چندین باشگاه در اروگوئه و اسپانیا بازی کرد.
وی همچنین در تیم ملی فوتبال اروگوئه بازی کرده‌است.